# Argon
Az argon a levegőnél nehezebb, színtelen, szagtalan nemesgáz, rendszáma 18, vegyjele: Ar. A Föld légkörének 0,93%-át alkotja, ezzel a légkörben előforduló harmadik leggyakoribb gáz. Legfontosabb kémiai tulajdonsága csekély reakcióképessége (inert). Ez a tulajdonsága teszi az argont ideális védőgázzá például a fémkohászatban és az ívhegesztésben szokásos hőmérsékleti értékek esetében. Neve a görög „argosz” szóból származik, jelentése „tétlen”. A név alacsony reakciókészségére utal.
Az argon nagy nyomásra az ideális gáztörvénynek ellentmondóan „reálisan” viselkedik. Ennek többek között az a következménye, hogy egy 200 baros gázpalack kb. 7%-kal több argont tartalmaz, mint amennyi az ideális gáztörvény alapján várható lenne.
Az argon nem mérgező, mégis – a nitrogénhez hasonlóan – kiszorítja a levegőből a légzéshez szükséges oxigént, és fulladást okozhat. Mivel nehezebb, mint a levegő, a talaj közelében és mélyedésekben koncentrálódhat.

## Felhasználási területei

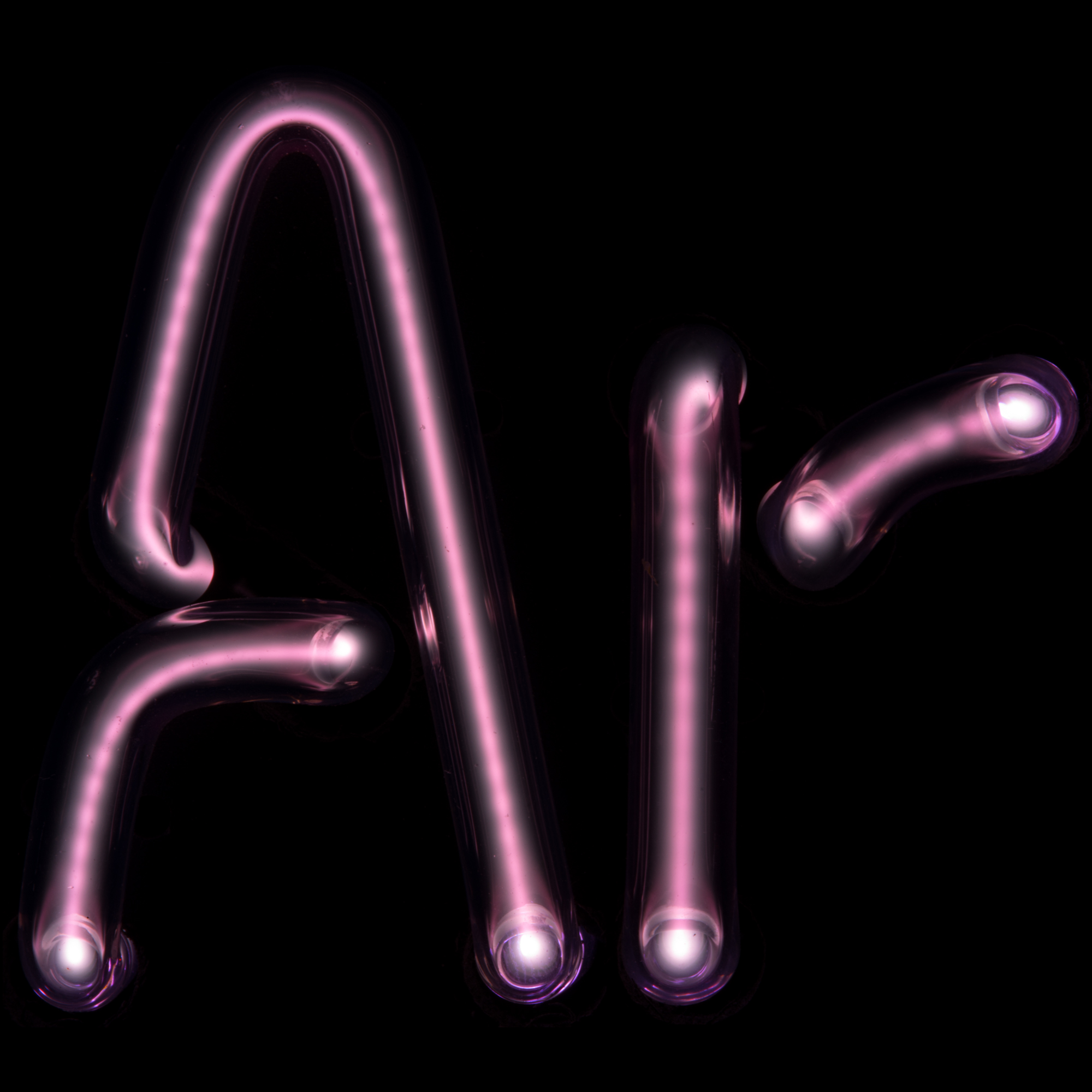
Argonnal töltött fénycső

Az argon és az argontartalmú hegesztési védőgáz-keverékek legfontosabb felhasználási területe a fémfeldolgozó iparban alkalmazott védőgázos hegesztési, illetve plazmatechnológiák. E technológiáknál rendkívül fontos az ívfény és a fémolvadék környezeti atmoszférától (levegőtől) való védelme, elválasztása, amit védőgázok biztosítanak.
Főbb területek:
- Kohászat: fémolvadékok öblítésére, ötvözetlen acélok AWI hegesztésére
- Hegesztés- és vágástechnika: plazmahegesztéshez és -vágáshoz védőgázként
- Búvárkodás: száraz ruhák töltésére, remek hőszigetelő képessége miatt
- Építkezés: hőszigetelt üveg készítésénél a két üvegréteg közé
- Élelmiszeriparban: csomagológázként, kódja: E 938
- Reklám/dekoráció: fénycsövek töltésére. Az argonnal töltött neoncső kék színnel világít
- Izzólámpák: 10–20% nitrogénnel keverve izzólámpák töltésére használják, mert rossz hővezető, és jelenlétében az izzószál magasabb hőmérsékletre hevíthető, így fénykibocsátása is nagyobb.

## Fizikai tulajdonságai
- Moláris tömeg (g/mol): 39,95
- Állapot 20 °C-on: gáz halmazállapotú
- Levegőre vonatkoztatott sűrűség / Relatív sűrűség gázfázisban (levegő = 1): 1,38
- Kritikus pont hőmérséklet: −122 °C
  - nyomás: 49,1 bar
- Forráspont szublimációs hőmérséklet 1,013 baron: −186 °C
- Olvadáspont hármaspont: -189 °C
- Oldhatóság vízben, 20 °C, 1 bar: 61 mg/l

## Kémiai tulajdonságai, vegyületei
Egyatomos szerkezetű nemesgáz, nem vagy alig lép reakcióba más elemekkel vagy vegyületekkel. Az argon ismert vegyülete az argon-fluorohidrid (HArF), ezt elsőként a Helsinki Egyetemen állították elő Finnországban, 2000 augusztusában.

## Története
Nevének eredete a görög argosz, jelentése: tétlen; utalással arra, hogy más anyagokkal nem lép reakcióba.
Előfordulását a levegőben már Henry Cavendish is feltételezte 1785-ben. Az argont 1894-ben fedezte fel Lord Rayleigh és William Ramsay. Kísérletükben kivonták az oxigént és a nitrogént a levegő egy mintájából. Azt tapasztalták, hogy a nitrogénvegyületekből nyerhető nitrogén valamivel könnyebb, mint a levegőből kinyert nitrogén. Arra jutottak, hogy a levegőben található egy gáz a nitrogénnel keverve. A nemesgázok közül az argont fedezték fel elsőként.

## Előállítása
Cseppfolyósított levegő ismételt frakcionált lepárlásával állítják elő. Az így kapott gázban még kb. 4% oxigén és 1% nitrogén van, valamint nemesgázok. Az oxigént hidrogénnel való elégetéssel vagy folyékony kénnel távolítják el.
Az ívhegesztésnél a nitrid- és oxidképződést csak 99,6%-os argontartalom fölött lehet megakadályozni.

## Izotópjai
Az argonnak a természetben három stabil izotópja fordul elő: 40Ar (99,6%), 36Ar (0,34%), és 38Ar (0,06%). A természetben előforduló, hosszú (1,25·109 év) felezési idejű 40K radioaktív bomlásakor 11,2% valószínűséggel 40Ar is keletkezik. (Mellette 88,8% eséllyel 40Ca). Ezt kőzetek kormeghatározásakor használják.

## Palackok jelölése
- Beütés: ARGON
- Szín: szürke palást, sötétzöld gallér